# Sizwe Motaung
Sizwe Wesles Motaung (Newcastle, Sudáfrica, 7 de enero de 1970-ibidem, 16 de agosto de 2001) fue un futbolista sudafricano que jugaba como defensa. Falleció en el año 2001 de una enfermedad relacionada con el SIDA cuando jugaba para el Orlando Pirates.

## Selección nacional
Fue internacional en 49 ocasiones con la selección de Sudáfrica. Formó parte del equipo que ganó la Copa Africana de Naciones de 1996.

## Clubes
| Club              | País      | Año       |
| ----------------- | --------- | --------- |
| Jomo Cosmos       | Sudáfrica | 1991-1993 |
| Mamelodi Sundowns | Sudáfrica | 1994-1996 |
| F. C. St. Gallen  | Suiza     | 1996-1997 |
| C. D. Tenerife    | España    | 1997-1998 |
| Kaizer Chiefs     | Sudáfrica | 1998-2000 |
| Orlando Pirates   | Sudáfrica | 2000-2001 |

## Palmarés

### Títulos internacionales
| Título                    | Club (*)  | País      | Año  |
| ------------------------- | --------- | --------- | ---- |
| Copa Africana de Naciones | Sudáfrica | Sudáfrica | 1996 |

(*) Incluyendo la selección.